# Nikolas Maes
Nikolas Maes, nascido a 9 de abril de 1986 em Courtrai, é um ciclista belga. Profissional desde 2007, é membro da equipa Lotto Soudal.

## Palmarés
2005
- GP Joseph Bruyère

2006
- Circuito de Valônia

2009
- 1 etapa da Volta a Burgos[1]

2013
- World Ports Classic

## Resultados nas Grandes Voltas
Durante a sua carreira desportiva tem conseguido os seguintes postos nas Grandes Voltas.
| Carreira        | 2007 | 2008 | 2009 | 2010 | 2011 | 2012 | 2013 | 2014 | 2015 | 2016 | 2017 | 2018 | 2019 |
| --------------- | ---- | ---- | ---- | ---- | ---- | ---- | ---- | ---- | ---- | ---- | ---- | ---- | ---- |
| Giro d'Italia   | -    | -    | -    | -    | -    | 106º | -    | -    | -    | -    | -    | -    | -    |
| Tour de France  | -    | -    | -    | -    | -    | -    | -    | -    | -    | -    | -    | -    | -    |
| Volta a Espanha | -    | -    | -    | 132º | 151º | -    | -    | 111º | 107º | -    | -    | -    | -    |

-: não participa 

Ab.: abandono 